# 頂上駅
頂上駅（ちょうじょうえき、英: top station または upper station、独: Bergstation）は、通常、ロープウェイ（エリアルリフト）、ケーブルカー（フニクラー）、T-バーリフトまたはラック式鉄道の最上位の駅である。山の頂上にある場合、山頂駅（さんちょうえき）または山上駅（さんじょうえき）とも言う。
最下位の駅は、麓駅である。
乗客またはスキーヤーは、通常、頂上駅で下車する。
ロープウェイなどの索道の頂上駅では、ドッキングベイまたはオープンスチール構造の建物が一般的である。
ゴンドラリフトでは、頂上駅が水平に設置されている。
チェアリフトの頂上駅では、単純なジャンプオフポイントまたはより基本的なデザインを有している。

## ギャラリー

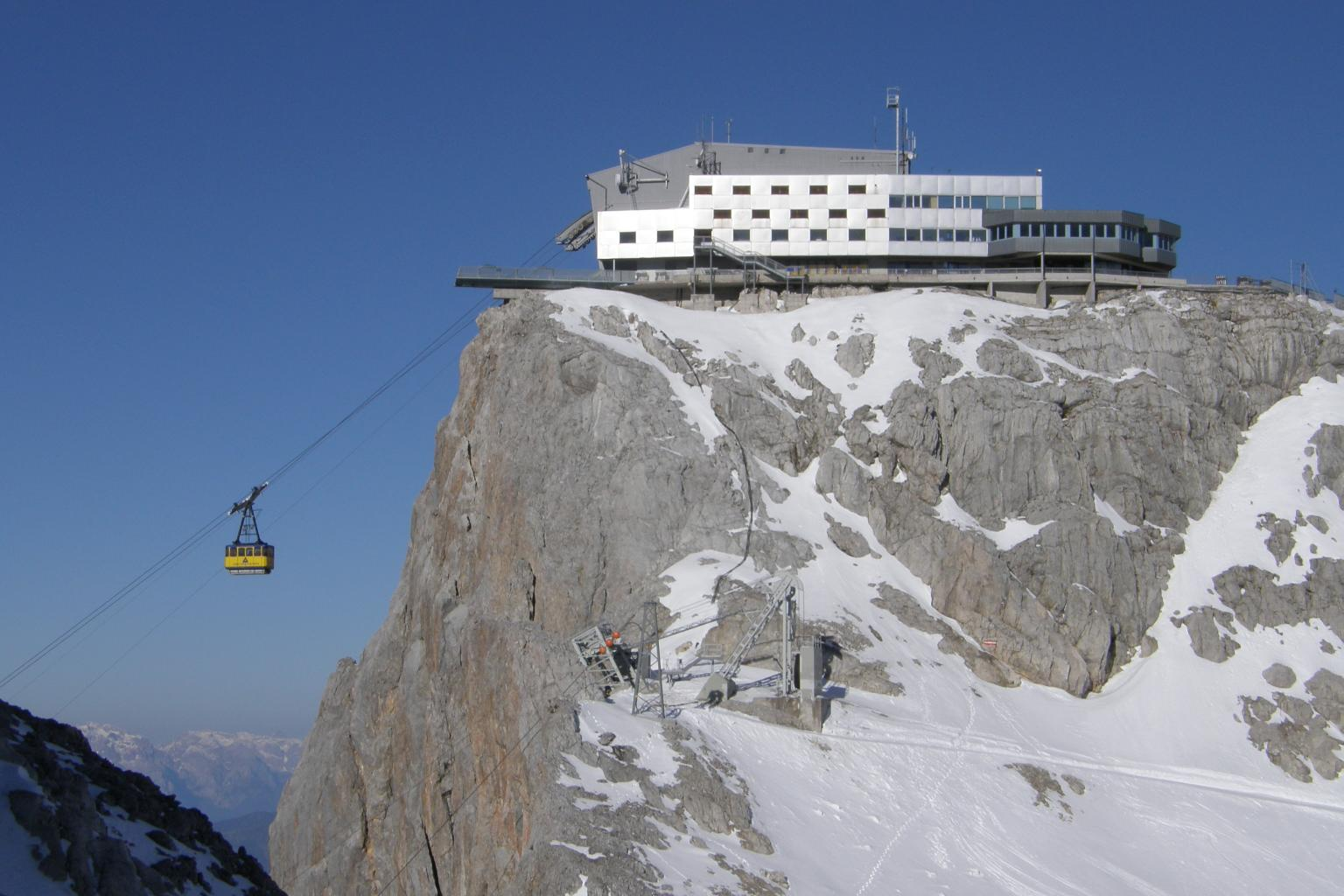
オーストリア、ダッハシュタインのロープウェイ
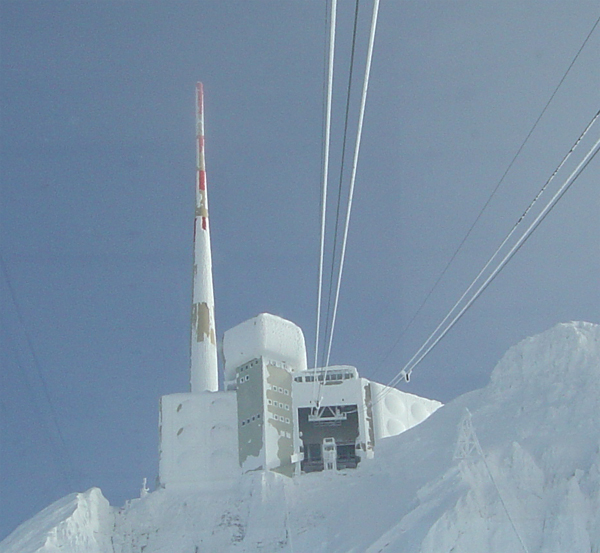
スイス、センティスバーン (Saentisbahn)
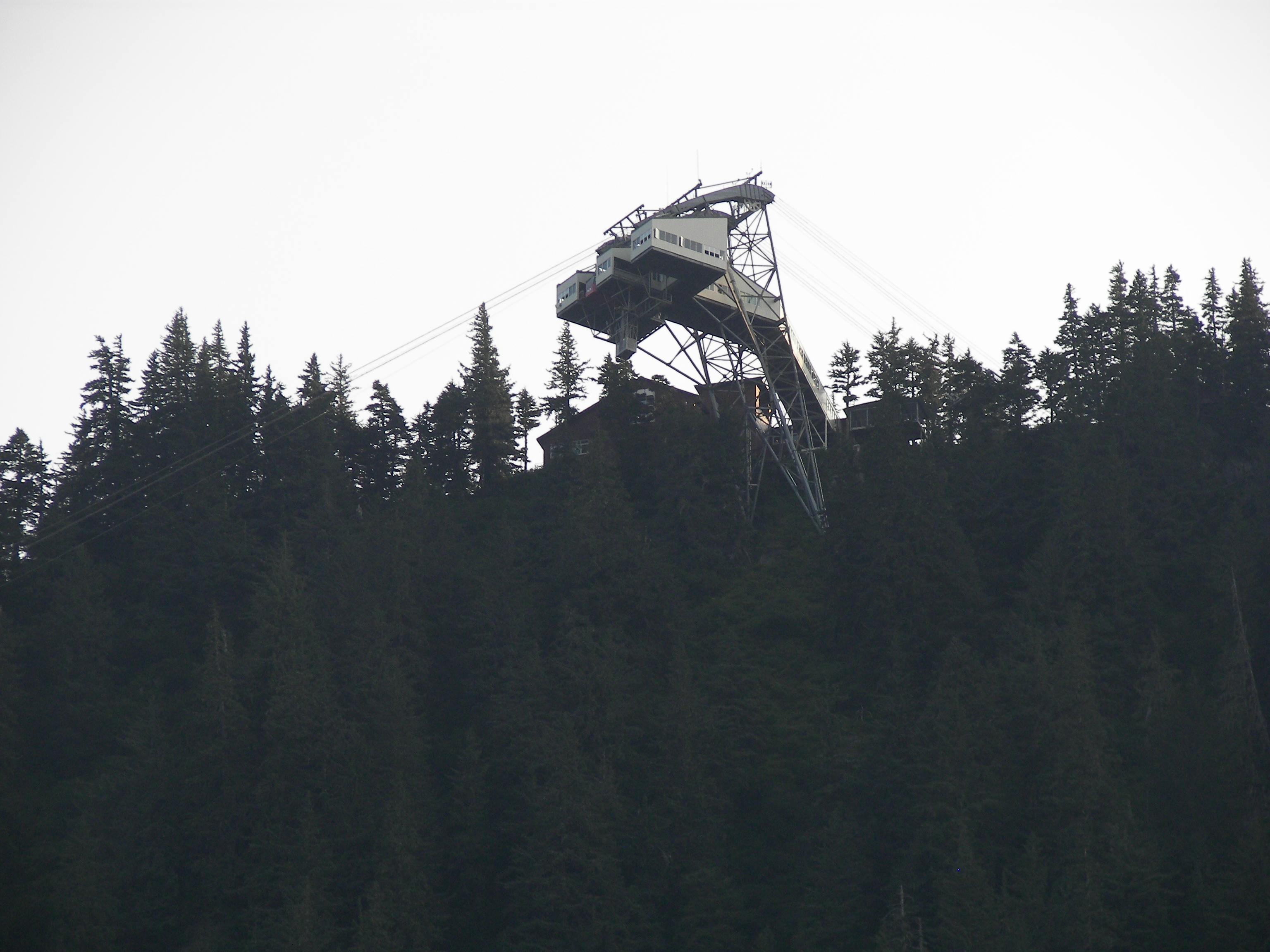
アラスカ州ジュノー、ロバーツ山トラムウェイ（英語版） (Mount Roberts Tramway)
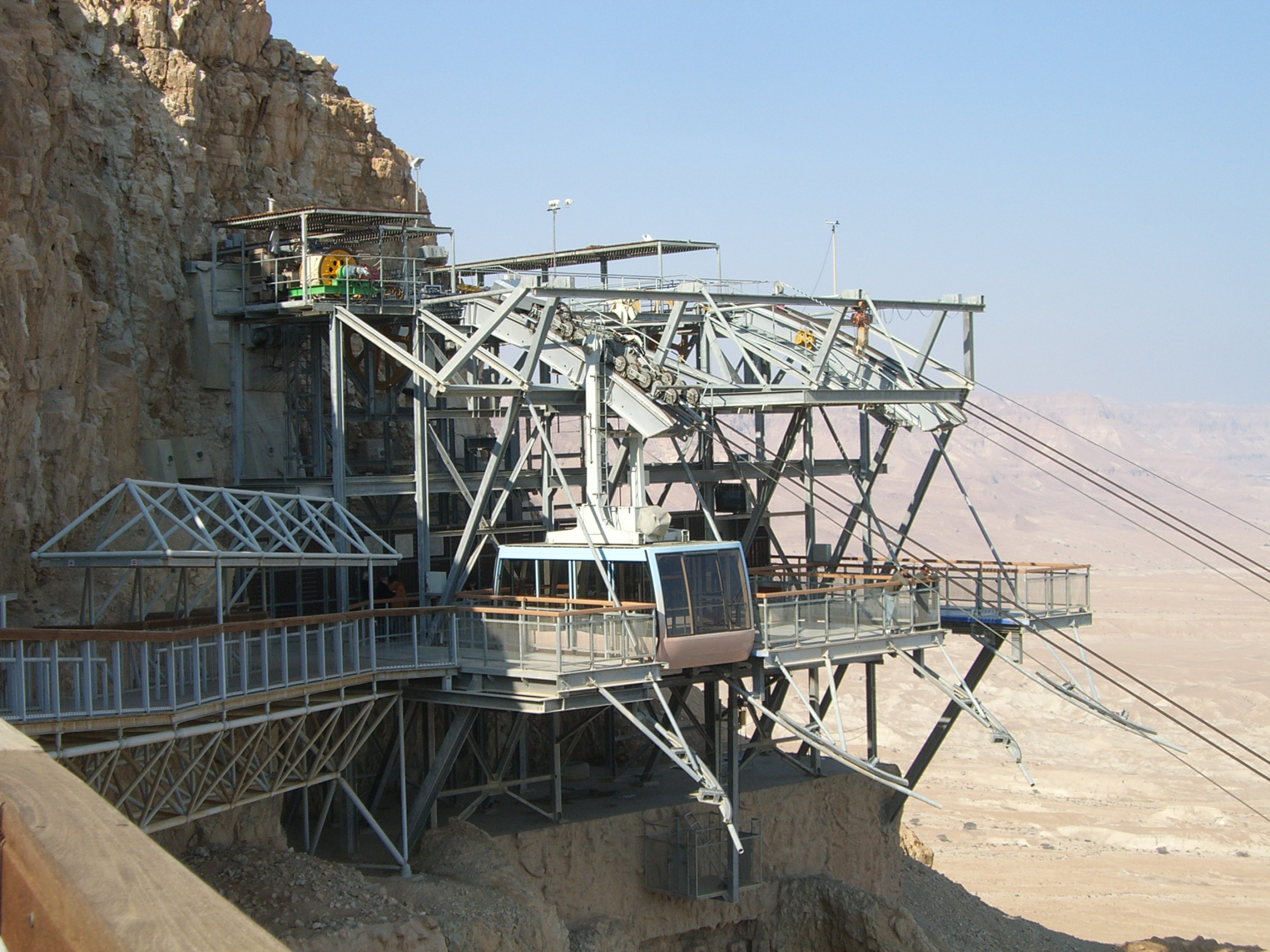
イスラエル、マサダ索道 (Masada cableway)
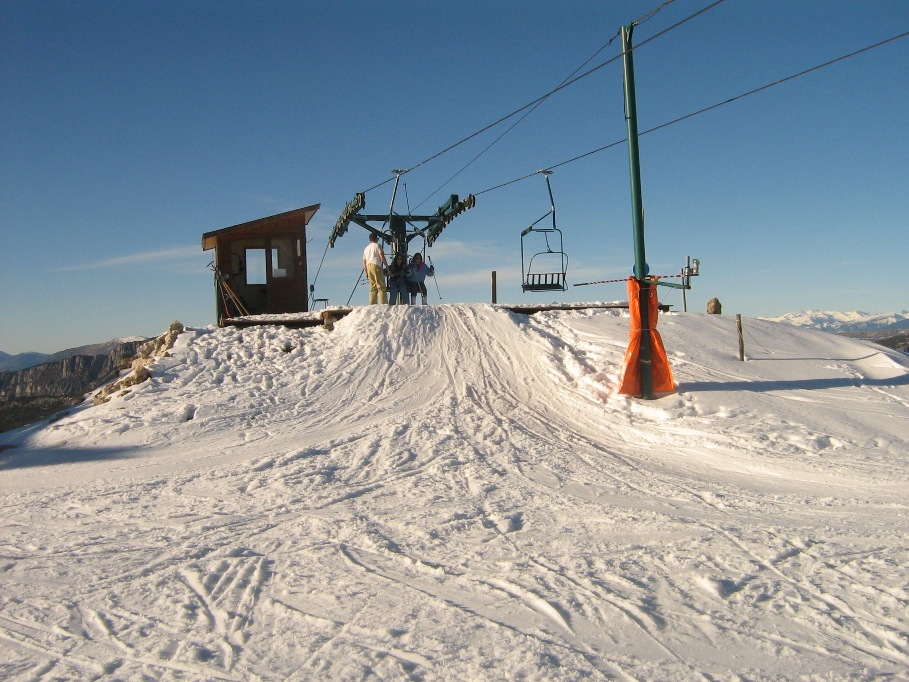
単純なチェアリフトの頂上駅
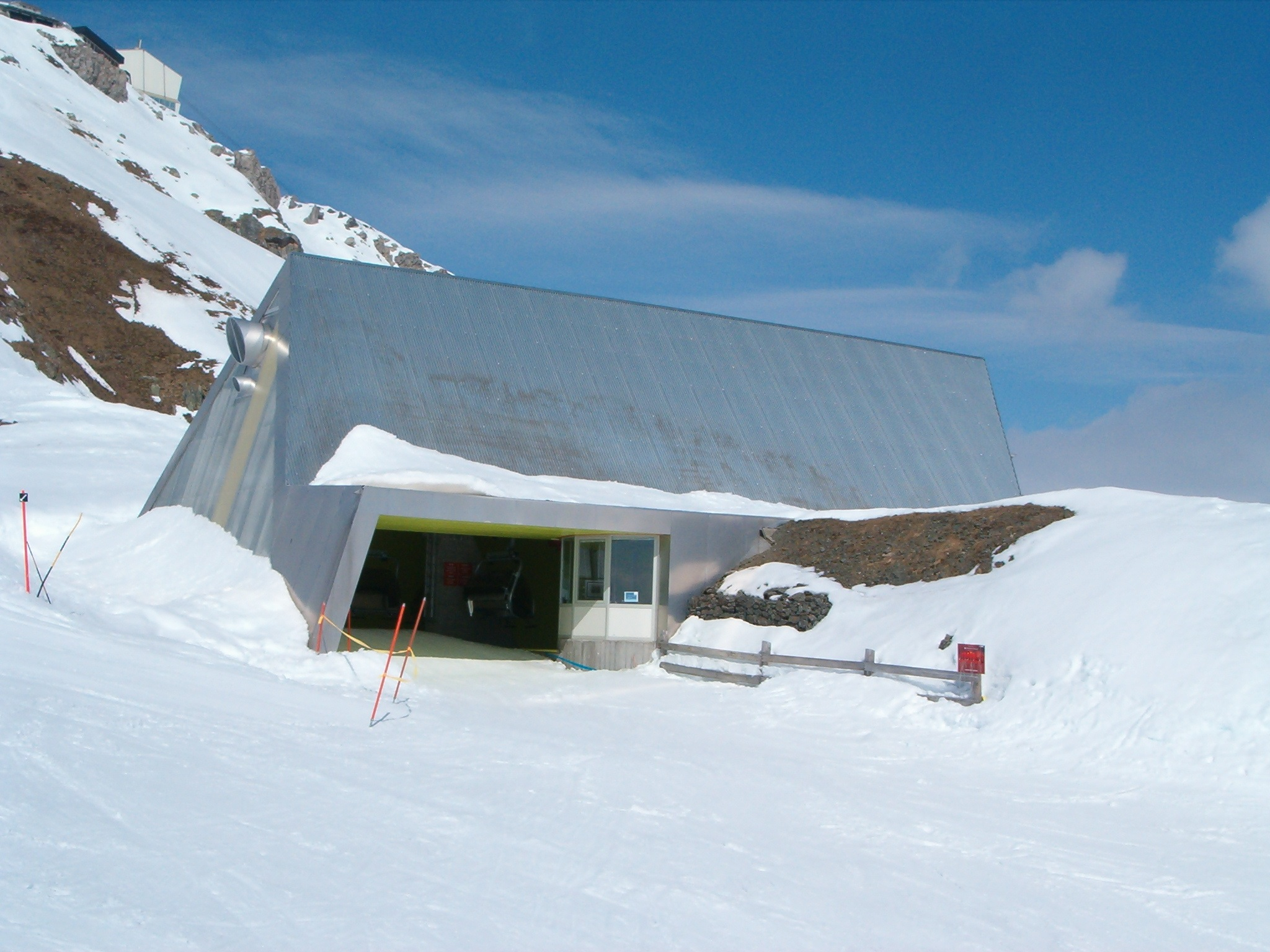
アローザ、カルメンナ・チェアリフト (Carmenna Chairlift) の頂上駅
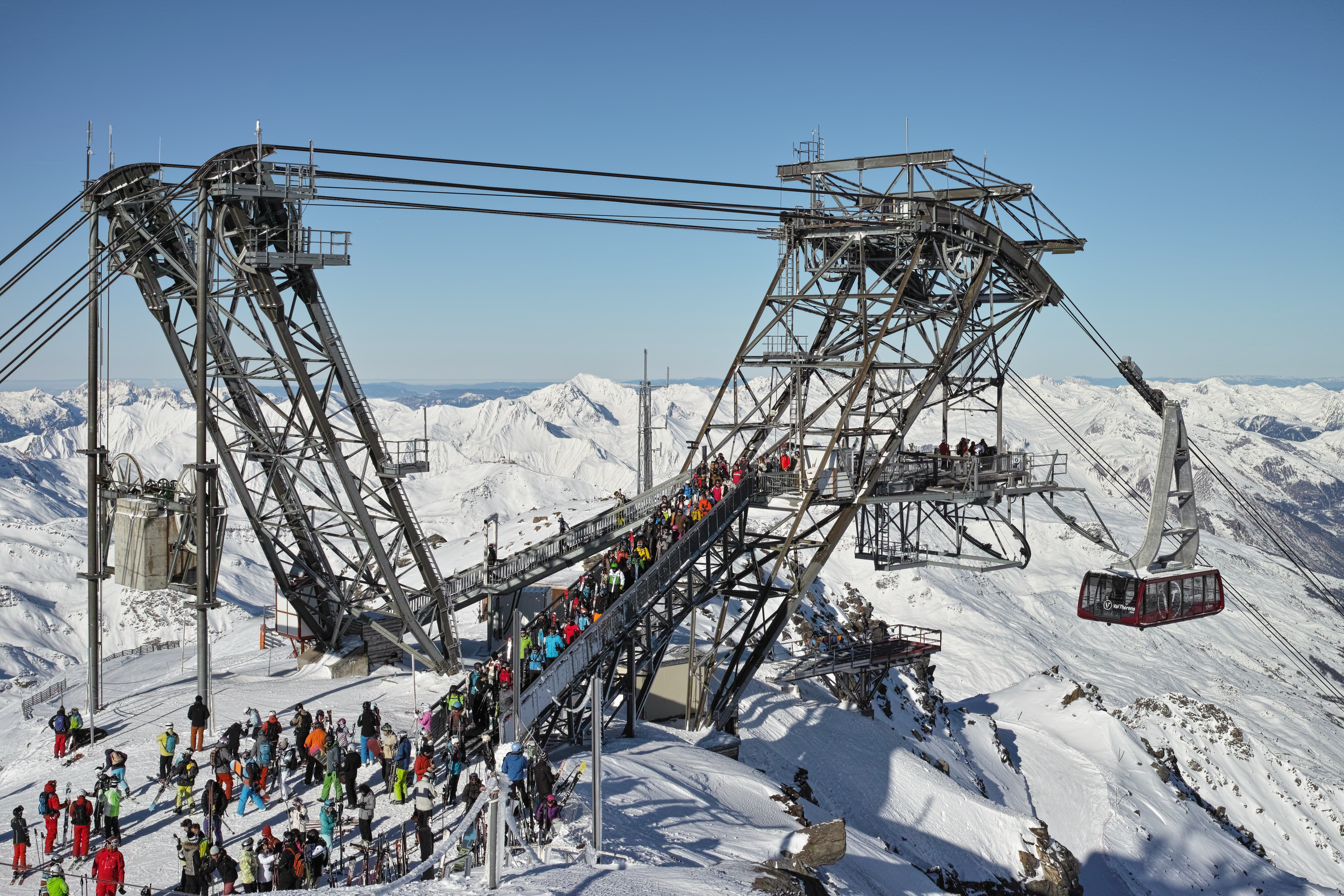
フランス、シム・ド・カロン（英語版） (Cime de Caron) の頂上駅